# NGC 151

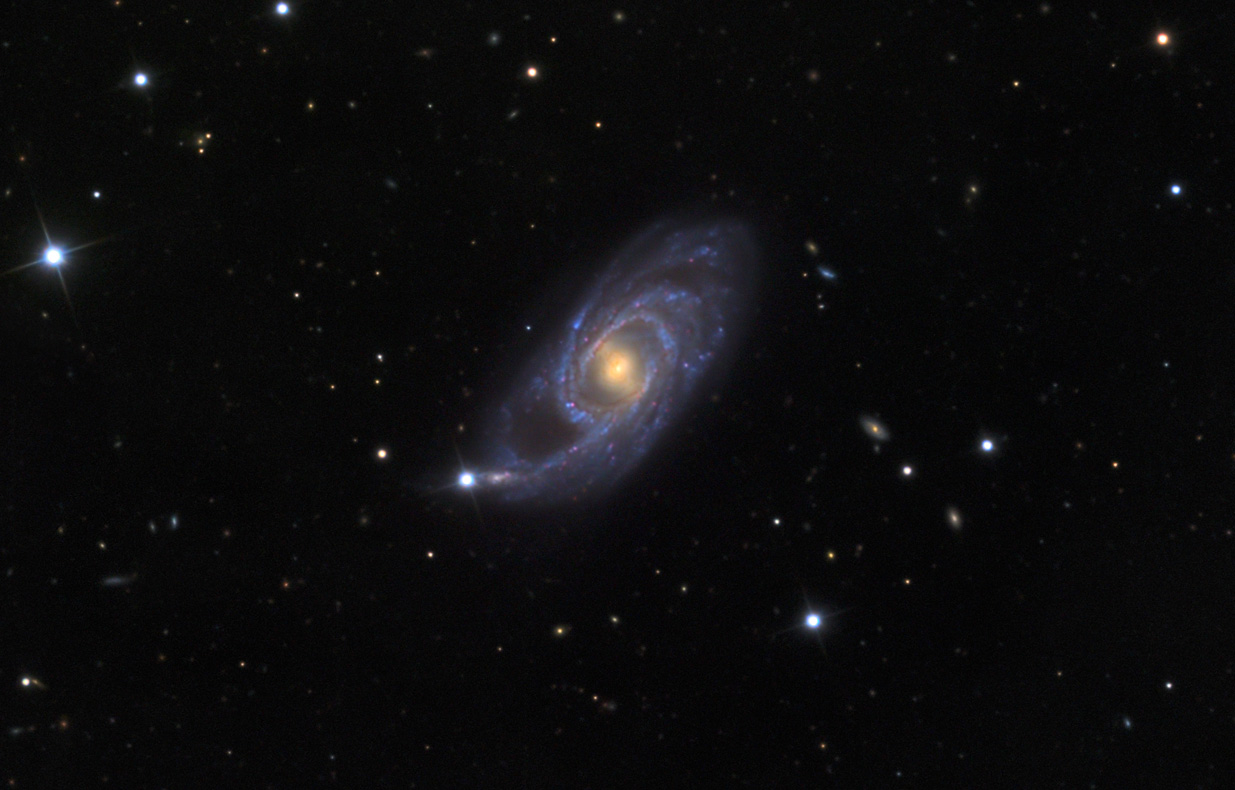
NGC 151 capté par le télescope de l'observatoire du mont Lemmon. (Adam Block/Mount Lemmon SkyCenter/University of Arizona)

NGC 151 est une galaxie spirale barrée située dans la constellation de la Baleine.NGC 151 a été découverte par l'astronome germano-britannique William Herschel en 1785. Cette galaxie a aussi été observée par l'astronome américain Lewis Swift le 9 août 1886 et elle a été inscrite au New General Catalogue sous la désignation NGC 153.

## Caractéristiques
Sa vitesse par rapport au fond diffus cosmologique est de 3 400 ± 23 km/s, ce qui correspond à une distance de Hubble de 50,2 ± 3,5 Mpc (∼164 millions d'al).
À ce jour, 27 mesures non basées sur le décalage vers le rouge (redshift) donnent une distance de 38,104 ± 11,475 Mpc (∼124 millions d'al), ce qui est à l'intérieur des valeurs de la distance de Hubble. Notons cependant que c'est avec la valeur moyenne des mesures indépendantes, lorsqu'elles existent, que la base de données NASA/IPAC calcule le diamètre d'une galaxie et qu'en conséquence le diamètre de NGC 151 pourrait être d'environ 55,5 kpc (∼181 000 al) si on utilisait la distance de Hubble pour le calculer.
La classe de luminosité de NGC 151 est II-III et elle présente une large raie HI. Selon la base de données Simbad, NGC 151 est une galaxie LINER, c'est-à-dire une galaxie dont le noyau présente un spectre d'émission caractérisé par de larges raies d'atomes faiblement ionisés.

## Morphologie
NGC 151 a été utilisée par Gérard de Vaucouleurs comme une galaxie de type morphologique SB(rs)bc dans son atlas des galaxies,.

## Groupe de NGC 151
NGC 151 est la galaxie la plus brillante d'un groupe de galaxies qui porte son nom. Le groupe de NGC 151 comprend au moins 3 autres galaxies : NGC 217, MCG -2-2-30 et MCG -2-2-38.